# L'Alsace
L'Alsace est un quotidien régional français d'information qui couvre la région historique d'Alsace édité par la Société Alsacienne de Publications. Le propriétaire du journal, aussi principal actionnaire depuis novembre 2010 de son concurrent direct, Dernières Nouvelles d'Alsace, est le Crédit mutuel Alliance fédérale. L'Alsace est le deuxième quotidien de cette région et le premier dans le département du Haut-Rhin.

## Historique

Logo du journal jusqu'en 2022

Au lendemain de la Libération, de nombreux titres de presse voient le jour, souvent très politisés au début. Mais la plupart sont éphémères et des regroupements s'opèrent au profit de deux d'entre eux, Les Dernières Nouvelles d'Alsace et L'Alsace, qui, dès 1949, représentent en moyenne 58 % du tirage global des quotidiens alsaciens, si l'on prend en compte les éditions en deux langues et les diverses éditions locales.
À ses débuts, le journal fut financé par un boucher jusqu'en 1972 puis il sera racheté par le Crédit Mutuel.
En 1984 L'Alsace lance le premier hebdomadaire d'information d'actualité pour les 8-12 ans, Le Journal des enfants, surtout diffusé dans les écoles primaires. Son succès est durable et d'autres titres pour la jeunesse lui emboîtent bientôt le pas.
En juin 1993 L'Alsace propose, en partenariat avec IBM, la Chambre de commerce et d'industrie, des banques et des entreprises, une version vocale de son journal destinée aux non-voyants.
Les différentes rédactions sont informatisées au printemps 1994, la photo est numérisée en 1996 et un site internet est lancé en 1998.
D'abord domicilié au 25, avenue du Président-Kennedy à Mulhouse, le siège social est transféré en février 1999 au 18, rue de Thann à Mulhouse – son adresse actuelle.
À la suite d'une restructuration au sein du groupe EBRA, le quotidien franc-comtois Le Pays, créé en 1980, est cédé le 1er octobre 2013 à son ancien concurrent L'Est républicain et cesse de paraître. Une édition L'Est Républicain-Le Pays lui succède, les deux titres faisant partie du même groupe de presse régional.

## Informations financières
Au 31 décembre 2023, le chiffre d'affaires est de 31 420 000 €, le résultat est déficitaire de 4 000 000 €. Enfin l'effectif est de 138 salariés, à comparer aux 339 de 2018.

## Organisation

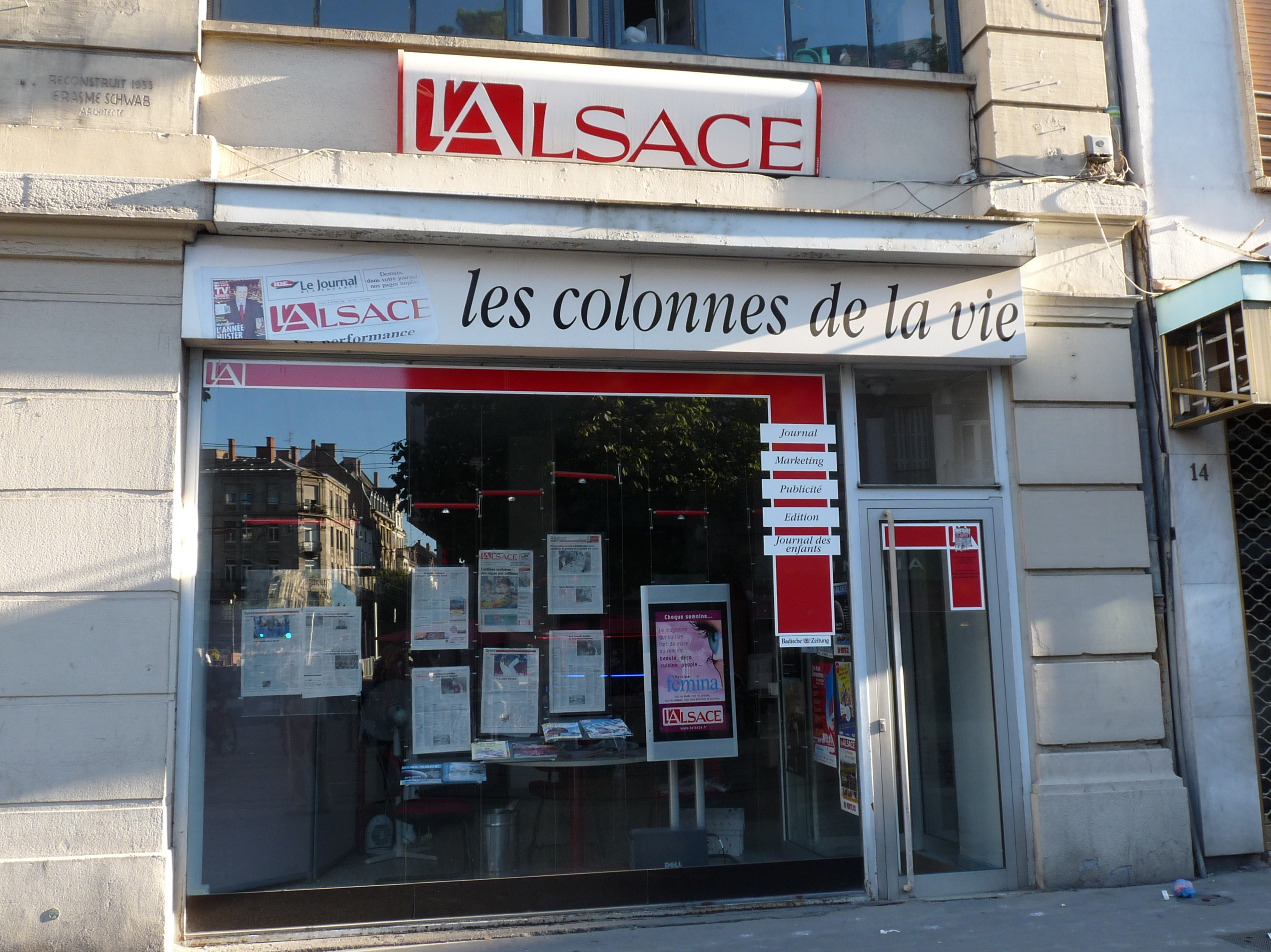
Agence de L'Alsace à Strasbourg (2010)

En dehors du siège, dix agences locales sont établies dans le Haut-Rhin (Altkirch, Colmar, Guebwiller, Mulhouse, Saint-Louis et Thann), deux dans le Bas-Rhin (Sélestat et Strasbourg), une dans le Territoire de Belfort (Belfort), une dans le Doubs (Montbéliard). L'Alsace emploie plus de 1 700 salariés.

## Éditions
En plus des huit éditions quotidiennes locales, il existe aussi une édition bilingue français-allemand qui représentait 4,72 % des ventes globales en 2003[réf. nécessaire].

## Diffusion

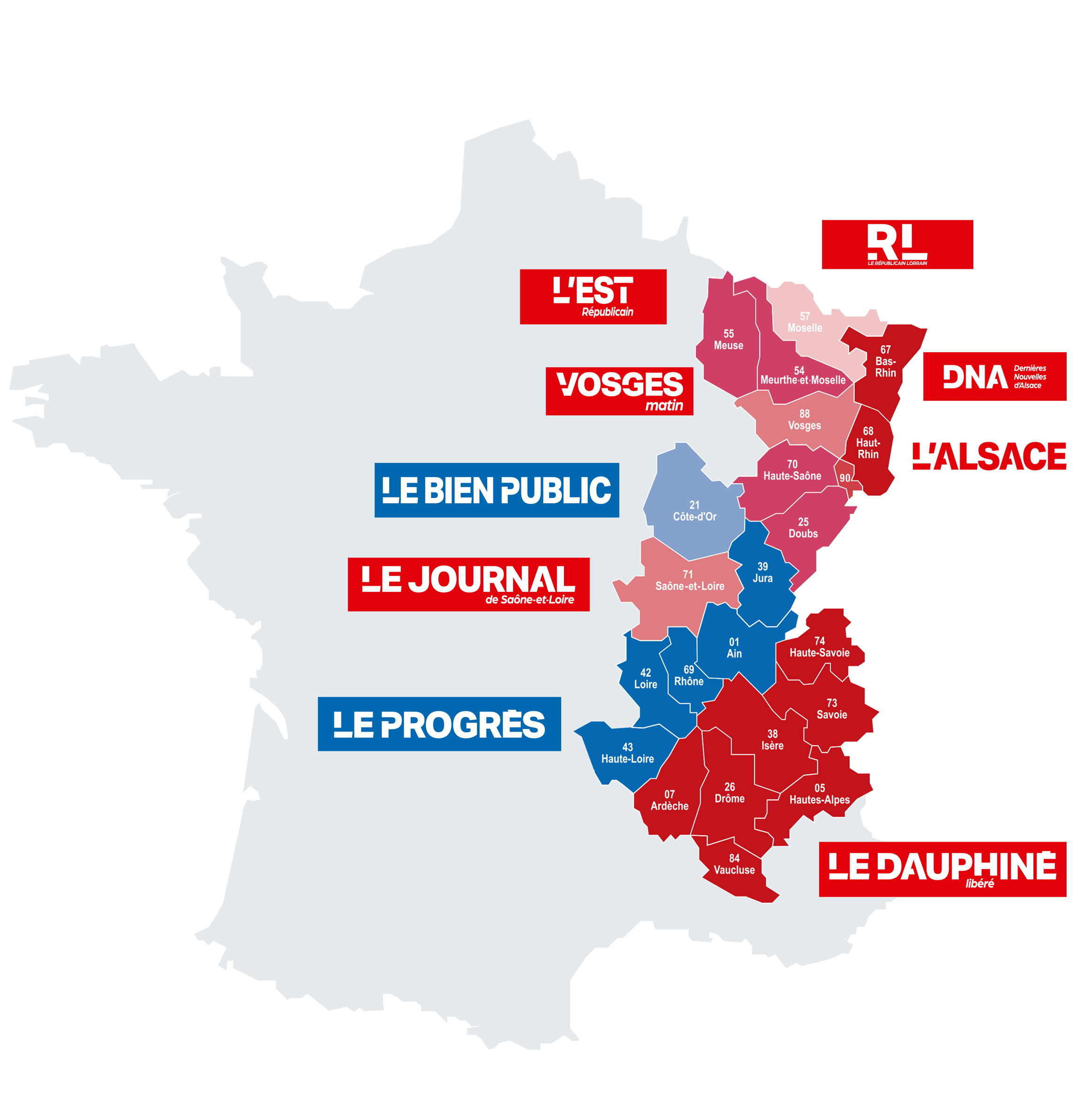
Carte de la zone géographique de couverture des titres EBRA.

L'Alsace publie environ 90 000 à 100 000 exemplaires chaque jour. En 2013 environ 86 % de ces journaux ont été distribués aux abonnés par portage à domicile ; en 2018, cette part s'élève à environ 85 %. Les principaux abonnés sont des personnes de 25 ans et plus.
| Année     | Diffusion France payée | Diffusion totale payée | Diffusion totale |
| --------- | ---------------------- | ---------------------- | ---------------- |
| 2021/2022 | 55 405                 | 55 405                 | 58 517           |
| 2019      | 63 465                 | 63 465                 | 69 566           |
| 2018      | 66 645                 | 66 645                 | 73 556           |
| 2017      | 69 070                 | 69 070                 | 76 272           |
| 2016      | 71 545                 | 71 545                 | 78 910           |
| 2015      | 73 773                 | 73 773                 | 80 871           |
| 2014      | 76 321                 | 76 321                 | 83 254           |
| 2013      | –                      | –                      | –                |
| 2012      | 89 089                 | 89 089                 | 96 858           |
| 2011      | 91 991                 | 91 991                 | 99 856           |
| 2010      | 93 531                 | 93 541                 | 101 127          |
| 2009      | 95 667                 | 95 731                 | 103 654          |
| 2008      | 97 575                 | 97 644                 | 105 786          |
| 2007      | 98 705                 | 98 734                 | 107 202          |
| 2006      | 100 381                | 100 422                | 108 577          |
| 2005      | 103 284                | 103 377                | 111 204          |

## L'Alsace.fr

Logo de L'Alsace.fr jusqu'en 2022.

Le site www.lalsace.fr est créé en 1997. Il propose l'ensemble des articles de la version papier en format liseuse ainsi qu'en format numérique, et publie de 6h du matin à minuit des informations en temps réel, à la fois internationales, nationales, régionales et locales. Une équipe de 6 journalistes assurent son édition quotidienne. Une application pour smartphones et tablettes est également disponibles sur les stores Android et Apple.
En juin 2019, lalsace.fr est le 84e site grand public français selon l'ACPM.
| Période   | Visites Totales | Part des visites mobiles | Pages Vues | Pages Vues/Visites |
| --------- | --------------- | ------------------------ | ---------- | ------------------ |
| juin 2022 | 3 559 718       | 65%                      | 7 708 217  | 2,2                |
| juin 2019 | 3 792 902       | 74%                      | 9 642 375  | 2,5                |
| juin 2018 | 3 550 138       | 69%                      | 12 759 950 | 3,6                |
| juin 2017 | 3 825 620       | 65%                      | 10 948 068 | 3                  |
| mai 2016  | 2 664 921       | 56%                      | 7 656 948  | 3                  |

## Ancien journal L'Alsace
Un journal semi-hebdomadaire, puis quotidien, aussi intitulé L'Alsace fut créé en 1903, dans l'arrondissement subsistant du Haut-Rhin (Territoire de Belfort) et parut jusqu'en 1933. Ce journal était de tendance conservatrice catholique.